# لینئیت
لینئیت  (به انگلیسی: Linnaeite) با فرمول شیمیایی Co3S4 از مجموعه کانی هاست و قابلیت هدایت الکتریکی دارد از نام گیاه‌شناس سوئدی C.Von Linne گرفته شده‌است. محلول در HNO۳ و محلول به رنگ قرمز در می‌آید Co: ۵۷٫۹۶٪ S: ۴۲٫۰۴٪ و ادخال‌های Cu DDD Mi - Fe - Se برای اولین بار در آلمان غربی کشف شد و از نظر شکل بلور: اکتائدر - هگزائدر، رنگ: سفید با تمایل به صورتی- قرمز قهوه ای، شفافیت: کدر(اپاک)، شکستگی: نامنظم، جلا: فلزی، رخ: ناقص- مطابق با سطح، سیستم تبلور: مکعبی و در رده‌بندی سولفور است همچنین خاصیت مغناطیسی ندارد و منشأ تشکیل آن هیدروترمال است.
همایند کانی‌شناسی (پارانژ) آن سختی - چگالی - و محتوای ASگرسدورفیت - کوبالتیت- گالن- کالکوپیریت- تترائدریت و غیره است.
، از نظر ژیزمان بلوری - آگرگات دانه‌ای اشباع شده کمیاب است و بیشتر در آلمان غربی، زئیر، اوگاندا یافت می‌شود.